# Saatchi Gallery

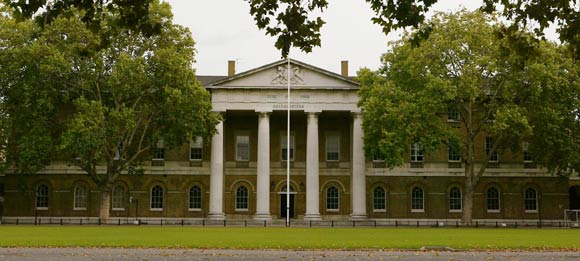
Saatchi Gallery

Saatchi Gallery är en konsthall för samtidskonst i Chelsea, London. Den öppnades 1985 av irakiern Charles Saatchi. 
Galleriet har haft stort inflytande på konsten i Storbritannien sedan det öppnades. Många av de konstnärer som ställt ut på galleriet har varit mer eller mindre okända inte bara för allmänheten utan även för konstvärlden. En utställning på galleriet har då fungerat som språngbräda för konstnären att starta sin karriär.